# Camille Howard
Camille Howard (születési neve: Camille Howard; lemezfeliratokról ismert Camille Agnes, Browning, Camille Browning Howard néven is) (Galveston, Texas, 1914. március 29. – Los Angeles, Kalifornia, 1993. március 10.) rhythm and blues zongorista, énekesnő, dalszerző.

## Pályakép
Igen fiatalon kezdett fellépni. Öt évig a Cotton Tavern Trio tagja volt. Munkát keresve még tizenéves korában Dél-Kaliforniába költözött, és ott először a Roy Milton Trio-hoz csatlakozott.
Szerette a klasszikus témákat az más stílusban előadni, így például a Song Of India Boogie egy Rimszkij-Korzakov átdolgozás.

## Dalok
- X-Temperaneous Boogie
- Money Blues
- Thrill Me
- Business Woman
- Fireball Boogie
- Has Your Love Grown Cold
- Instantaneous Boogie
- Shrinking Up Fast
- When I Grew Too Old
- I'm Blue
- Groovy Blues
- Miraculous Boogie
- Million Dollar Boogie
- Barcarolle Boogie
- Hurry Back Baby
- Ween I Grew Too Old